# Alfredo
Alfredo er en dansk tegneseriestribe med international succes, tegnet af Jørgen Mogensen og Cosper, udgivet under fællespseudonymet MOCO.
| Taleboble | Spire Denne tegneserieartikel er en spire som bør udbygges. Du er velkommen til at hjælpe Wikipedia ved at udvide den. |